# Schloss Gavnø

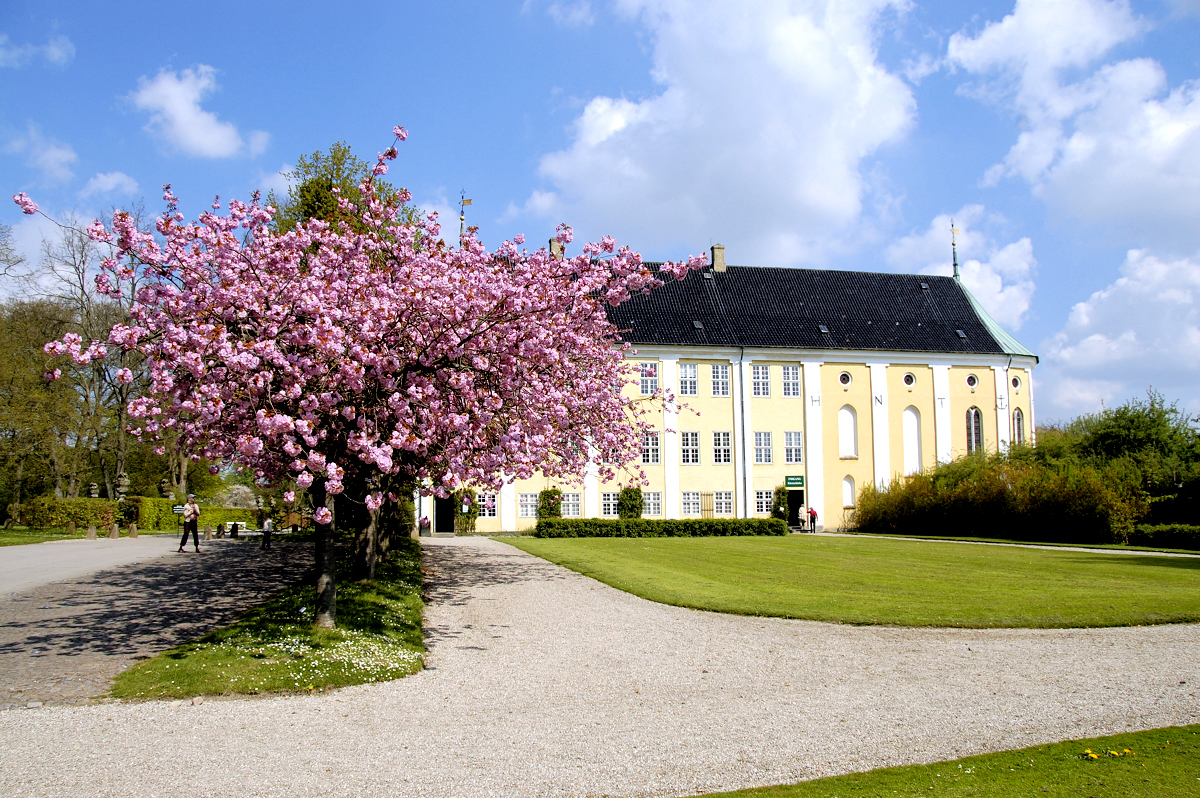
Schloss Gavnø

Schloss Gavnø ist ein bei Næstved im Süden der dänischen Hauptinsel Seeland gelegenes Schloss. Der heutige Bau stammt aus der Zeit des Rokoko.
Südöstlich von Næstved liegt die Insel Gavnø, auf der sich das Rokokoschloss Gavnø befindet. Auf der Insel befand sich schon unter König Waldemar II. von Dänemark eine befestigte Burg. Im Jahr 1402 von Margarethe I. an dieser Stelle das Dominikanerinnenkloster St. Agnes gestiftet. Nach der Reformation ging das Kloster in den Besitz der Krone über. Im 17. Jahrhundert gehörte das Gut dem Reichsrat Hans Lindenov, später dem Admiral Niels Trolle. 1682 fiel es an die Familie Thott, deren Nachkommen es bis heute besitzen. Unter Lehnsgraf Otto Thott entstand in den Jahren 1755 bis 1758 das heutige Schloss an der Stelle des früheren Herrenhauses. Er legte den Grundstein der Kunst- und Büchersammlung. Heutiger Besitzer ist Baron Otto Reedtz-Thott.
Die Steinbrücke über den Fluss Suså als Zufahrt zum Schloss wurde nach der Ostseesturmflut 1872 gebaut, die die vorherige Holzbrücke aus dem Jahr 1766 zerstört hatte. Hier befindet sich neben der bekannten Tulpenzucht im Schlosspark ein Schmetterlingshaus, die große Gemäldesammlung Reedtz-Thott sowie eine Bibliothek, aber auch ein kleines Feuerwehrmuseum.
Die Schlosskapelle ist noch die Kapelle des früheren Klosters. Unter Admiral Niels Trolle und seiner Frau Helle Rosenkrantz wurde sie neu ausgestaltet. Der Altar enthält in Form einer Ahnentafel 64 Wappen der Vorfahren des Ehepaares. 1913 wurde die Kapelle durchgreifend saniert.

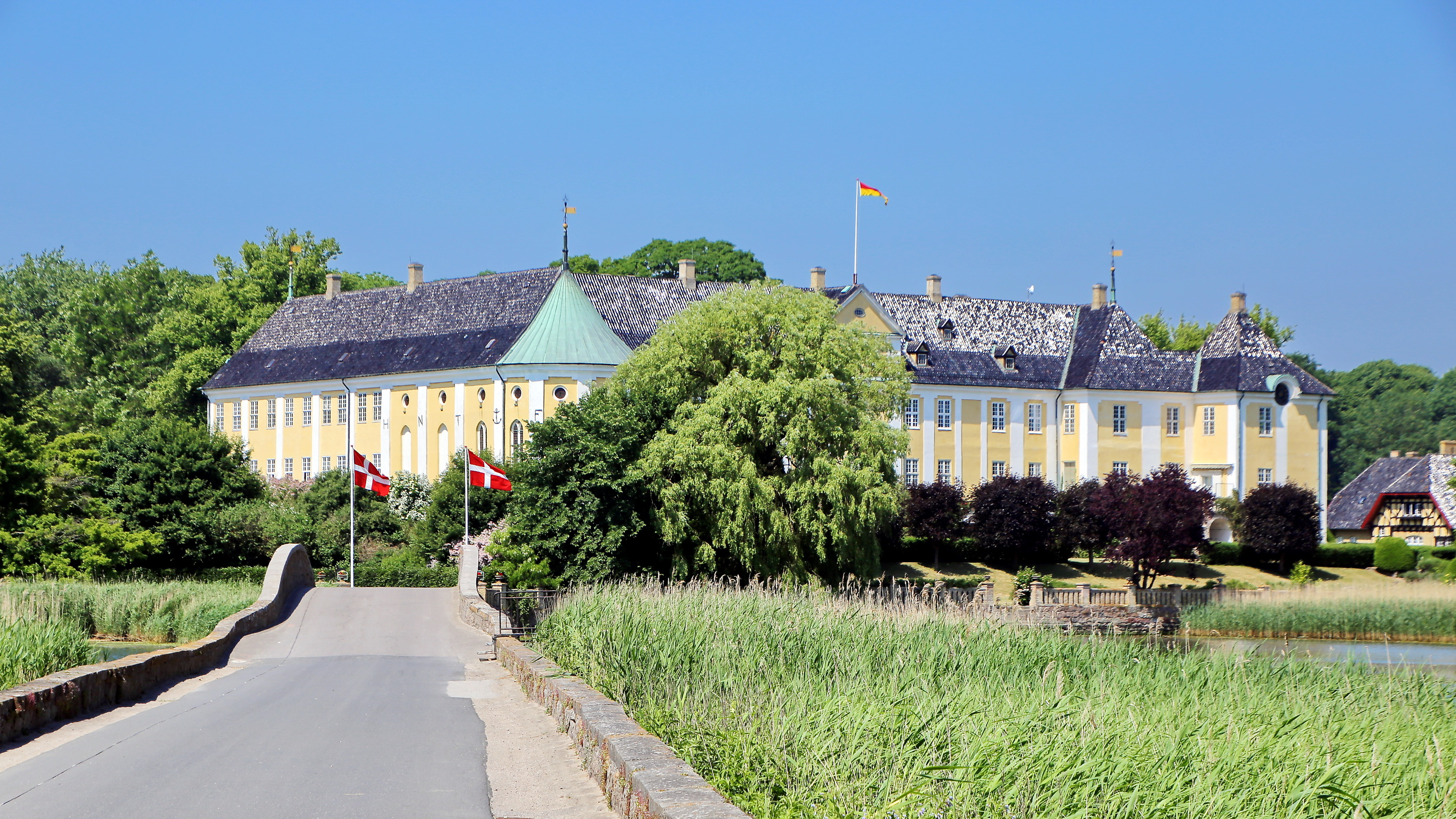
Schloss Gavnø von der Zufahrtsseite